# Euophrys minuta
Euophrys minuta es una especie de araña saltarina del género Euophrys, familia Salticidae. Fue descrita científicamente por Prószynski en 1992.
Habita en India.